# Nalo
Nalo est une entreprise française spécialisée dans le conseil et l'épargne en ligne destinés aux particuliers. En tant que robo-advisor, elle offre des solutions d'investissement en gestion déléguée, incluant une assurance-vie et un plan d'épargne retraite (PER).

## Historique
Nalo est une start-up française fondée en mars 2016 par Hugo Bompard et Guillaume Piard, spécialisée dans la gestion de patrimoine numérique.
Dès sa création, Nalo propose un contrat d'assurance-vie Multiprojets en ligne, marquant ainsi son entrée sur le marché de la fintech.
En novembre 2018, la société réalise sa première levée de fonds, récoltant 2 millions d'euros auprès de 67 investisseurs. En juillet 2020, une seconde levée de fonds est réalisée pour un montant de 4 millions d'euros. 
En octobre 2022, Nalo élargit son offre en lançant un plan d'épargne retraite, en partenariat avec Apicil.
Au début de l’année 2023, Apicil devient actionnaire majoritaire, témoignant de la solidité de leur partenariat et de la confiance dans le potentiel de croissance de l'entreprise.
En novembre 2023, Nalo a annoncé gérer un encours de plus de 400 millions d'euros pour plus de 20 000 clients.
Le mois de décembre 2023 a été marqué par l'arrivée de Clément Nouvet en tant que Président de Nalo, dans le cadre d'une réorganisation de sa gouvernance.

## Activités
Dès ses débuts, l'entreprise a établi un partenariat stratégique avec Generali en novembre 2017, lançant un contrat d'assurance-vie en ligne.
En mettant l'accent sur des produits tels que le plan d'épargne retraite et l'assurance-vie, l'entreprise propose des solutions d'épargne et d'investissement adaptées à la préparation de la retraite et à la constitution d'un patrimoine.
La diversification des portefeuilles est au cœur de la stratégie de Nalo, qui propose d’investir via des Exchange-Traded Funds (ETF), permettant ainsi une exposition à une large gamme de classes d’actifs, incluant des placements éco-responsables (ESG).

## Identité visuelle

Ancien logo
Nouveau logo